# Liaoningopterus
Liaoningopterus (лат.) — род птерозавров из подотряда птеродактилей, живших во времена нижнемеловой эпохи (аптский век). Ископаемые остатки найдены в формации Jiufotang, провинция Ляонин (Китай). 

## Этимология
Род описан в 2003 году Wang Xiaolin и Zhou Zhimin. Типовым и единственным видом является Liaoningopterus gui. Родовое наименование происходит от названия провинции Ляонин с добавлением латинизированного греческого слова pteron — «крыло». Видовой эпитет дан в честь профессора Gu Zhiwei, специалиста по беспозвоночным, пионера исследований биоты Жэхэ.

## Описание и образ жизни
Род основан на голотипе IVPP V-13291, разрушенном частичном скелете, включающем череп, челюсти, зубы, шейные позвонки и кости пальца, поддерживающего крыло. Это был большой птерозавр — самый большой из найденных в Китае на момент описания. Длина черепа равнялась 61 сантиметру, а размах крыльев оценивается в 5 метров. Череп длинный и низкий, нёс два небольших гребня на кончиках каждой челюсти. Клюв имел длину 12 сантиметров и максимальную высоту 17 миллиметров, был симметричным по форме. Край верхней челюсти очень прямой. Зубы найдены только на передних концах челюстей. Они были длинными и прочными и увеличивались в размерах от дальнего конца к переднему. Четвёртый зуб верхней челюсти с длиной 81 миллиметр — самый большой зуб, найденный у птерозавров. Он является исключительным по размеру по сравнению с другими зубами Liaoningopterus и превышает самый крупный зуб нижней челюсти вдвое. Длина зубов в образце очень изменчива; специалисты объясняют это регулярной заменой зубов у животного. Верхняя челюсть несла двадцать пар зубов, нижняя имела тринадцать или четырнадцать пар. Сохранились шейные позвонки длиной 46 миллиметров и высотой 34 миллиметра. Из остатков крыла можно опознать кости первой фаланги пальца, по которым общая длина крыла составляет около 50 сантиметров. 
Авторы описали Liaoningopterus как ихтиофага из-за длинной заострённой морды.

## Систематика
Wang классифицировал птерозавра как представителя семейства анхангверид, в основном, из-за гребней. Об этом он вновь заявил в 2005 году. В 2006 году Люй Чзюньчан опубликовал кладистический анализ, показывающий Liaoningopterus в качестве базального члена анхангверид; анализ 2008 года, сделанный Ji Qiang, объединил Liaoningopterus с Anhanguera и Tropeognathus. В 2014 году B. Andres, J. Clark и X. Xu в своей работе о ранних птеродактилях подтвердили включение рода в семейство анхангверид.